# Max van Heeswijk
Max Lambert Peter van Heeswijk (Hoensbroek, 2 maart 1973) is een voormalig Nederlands wielrenner.

## Carrière
Max van Heeswijk begon zijn loopbaan in 1995 bij de Amerikaanse Motorola-ploeg. Zijn specialiteit was de sprint, en dan het liefst licht bergop. Zijn bijnaam luidt Mad Max. Hij heeft bij diverse grote ploegen gereden. Na twee seizoenen bij Motorola stapte hij over naar de Nederlandse Rabobank-ploeg en bleef ook hier twee seizoenen. In 1999 en 2000 kwam hij uit voor de Italiaanse topploeg Mapei–Quick Step. Vanaf het seizoen 2001 fietste hij bij Domo-Farm Frites van ploegmanager Patrick Lefevere, die Van Heeswijk al kende van bij Mapei. In 2002 verhuisde hij naar US Postal, later Discovery Channel geheten, en werd ploegmaat van Lance Armstrong. In de Ronde van Spanje 2004 kreeg Van Heeswijk in de tweede etappe de gouden trui om de schouders gehangen, maar in de negende etappe moest hij in een zware bergetappe opgeven.
Boven alles verrichtte hij in zijn carrière veel knechtwerk, onder meer voor Armstrong en Roberto Heras bij US Postal–Berry Floor en Discovery Channel (daar niet meer voor Heras), van 2002 tot 2006. Armstrong betaalde Van Heeswijk terug door tijdens de Ruta del Sol van 2004 (waarin Van Heeswijk dat jaar twee etappezeges pakte) de sprint voor hem aan te trekken.
In 2007 kampte Van Heeswijk met een mycoplasma-infectie. Van Heeswijk was teruggekeerd naar Rabobank, maar dat werd mede door de ziekte geen succes. In 2008 besloot Van Heeswijk als beroepsrenner te stoppen, bij de Belgische ploeg Willems Verandas.

## Doping
Van Heeswijk kwam in 2011 opnieuw in het nieuws, toen hij tijdens een interview met Nando Boers van NUsport zou hebben gezegd dat hij doping heeft gebruikt. Het zou om het verboden middel epo gaan. De tape van het interview werd volgens Boers door Van Heeswijk afgepakt en in de vuilnisbak gegooid.
Van Heeswijk zelf beweert dat hij dat heeft gedaan omdat het hele interview over niets anders ging dan doping, en hij denkt dat NUsport uit woede heeft beweerd dat hij heeft bekend.

## Belangrijkste overwinningen
1992
- Omloop van de Alblasserwaard

1994
- Proloog Teleflex Tour

1995
- 3e etappe (A) Ronde van Luxemburg
- Hel van het Mergelland
- 2e en 4e etappe Galicia

1996
- 2e etappe in de Ronde van Nederland

1997
- 22e etappe in de Ronde van Spanje

1998
- 4e etappe Ruta del Sol
- 3e etappe in de Ronde van Oostenrijk

1999
- 5e etappe Ronde van de Middellandse Zee
- GP de la ville de Rennes

2000
- Parijs-Brussel
- 5e etappe in de Ronde van Nederland
- 1e etappe Ronde van Hessen
- Ridderronde Maastricht

2001
- 2e etappe in de Ronde van Catalonië

2002
- 2e etappe in de Route du Sud

2003
- 2e plaats het nieuwsblad

2004
- Nokere Koerse
- 2e en 4e etappe Ruta del Sol
- 1e en 3e etappe Ronde van Murcia
- 1e en 2e etappe Ronde van Nederland
- 6e etappe Vierdaagse van Duinkerken
- 3e etappe Ronde van België
- 6e etappe Ronde van Catalonië
- Nationale Sluitingsprijs

2005
- 7e etappe in de Ronde van Spanje
- 1e en 5e etappe in de ENECO Tour

2006
- 1e etappe in de Ronde van Polen

2007
- 3e etappe Ruta del Sol

## Resultaten in voornaamste wedstrijden
| Jaar | Ronde van Italië | Ronde van Frankrijk | Ronde van Spanje |
| ---- | ---------------- | ------------------- | ---------------- |
| 1995 |                  |                     |                  |
| 1996 |                  |                     | opgave           |
| 1997 |                  |                     | 83e (1)          |
| 1998 |                  |                     | 94e              |
| 1999 | opgave           |                     |                  |
| 2000 |                  | 103e                |                  |
| 2001 |                  | 134e                |                  |
| 2002 |                  |                     |                  |
| 2003 |                  |                     | 139e             |
| 2004 |                  |                     | opgave           |
| 2005 |                  |                     | opgave (1)       |
| 2006 |                  |                     |                  |
| 2007 | opgave           |                     |                  |
| 2008 |                  |                     |                  |

| Jaar | Milaan-San Remo | Gent-Wevelgem | Ronde van Vlaanderen | Parijs-Roubaix | Amstel Gold Race | Luik-Bast.‑Luik | Parijs-Brussel | Dwars door Vlaanderen | Omloop Het Volk |  | WK op de weg |  | Wereldranglijsten |
| ---- | --------------- | ------------- | -------------------- | -------------- | ---------------- | --------------- | -------------- | --------------------- | --------------- |  | ------------ |  | ----------------- |
| 1995 |                 | 101e          |                      |                |                  |                 | 9e             |                       | 24e             |  |              |  |                   |
| 1996 | 166e            |               |                      |                |                  |                 |                |                       |                 |  |              |  |                   |
| 1997 |                 | 48e           |                      | 38e            |                  |                 |                |                       |                 |  | 43e          |  |                   |
| 1998 |                 | 133e          | 62e                  | 35e            | 29e              |                 |                | 17e                   | 4e              |  | 37e          |  |                   |
| 1999 |                 |               |                      |                |                  |                 | 18e            |                       | 17e             |  |              |  |                   |
| 2000 |                 | 29e           |                      | 35e            | 33e              |                 | ↑              | 30e                   |                 |  | 95e          |  |                   |
| 2001 |                 |               | 59e                  | opgave         |                  |                 |                |                       | 48e             |  |              |  |                   |
| 2002 |                 |               | 100e                 | 8e             | 71e              |                 | 54e            | 31e                   |                 |  | 94e          |  |                   |
| 2003 | 58e             | 9e            | opgave               | 23e            | 103e             | opgave          |                | ↑                     | ↑               |  |              |  |                   |
| 2004 | 5e              |               | 80e                  | 66e            | opgave           |                 |                | 17e                   |                 |  |              |  |                   |
| 2005 |                 |               |                      |                |                  |                 |                |                       | 8e              |  | opgave       |  | 144e (UPT)        |
| 2006 |                 |               |                      |                |                  |                 |                | 19e                   |                 |  | 67e          |  | 145e (UPT)        |
| 2007 | 52e             | 7e            |                      | 66e            |                  |                 |                |                       |                 |  |              |  | 136e (UPT)        |
| 2008 |                 |               |                      |                |                  |                 |                | 22e                   | 24e             |  |              |  |                   |